# Блозак (Приморски Алпи)
Блозак (фр. Blausasc) насеље је и општина у Француској у региону Прованса-Алпи-Азурна обала, у департману Приморски Алпи која припада префектури Ница.
По подацима из 2011. године у општини је живело 1.470 становника, а густина насељености је износила 143,98 становника/km². Општина се простире на површини од 10,21 km². Налази се на средњој надморској висини од 310 метара (максималној 661 m, а минималној 108 m).

## Демографија
| 1962. | 1968. | 1975. | 1982. | 1990. | 1999. | 2011. |
| ----- | ----- | ----- | ----- | ----- | ----- | ----- |
| 474   | 509   | 510   | 725   | 1.057 | 1.254 | 1.470 |

График промене броја становника у току последњих година